# セビリア大学
セビリア大学（スペイン語: Universidad de Sevilla、略称US）は、スペイン・アンダルシア州セビリア県セビリアに本部を置く公立大学。建物はセビリア市内各地に分散しているが、本部は旧王立タバコ工場に置かれている。マラガ大学とともに、スペイン教育省からCampus de Excelencia Internacional のカテゴリーを付与されたアンダルシアTECH（Andalucía TECH）計画を推進している。

## 歴史

### 創設
現在のセビリア大学の前身は、15世紀末に助祭長ロドリーゴ・フェルナンデス・デ・サンタエージャ師によって創設されたコレヒオ・デ・サンタ・マリーア・デ・ヘスス（Colegio de Santa María de Jesús）にさかのぼる。
1505年ローマ教皇ユリウス2世の教書によってコレヒオに、神学、哲学、法学、医学、学芸分野における学位を授与する権限が与えられた。そして1551年セビリア議会はマエセ・ロドリーゴ・ラ・レアル協会に、正規の大学であるストゥディウム・ゲネラーレ（中世大学）へ移行することを承認し、王国の他の大学と同等の特権を享受することとなった。
1621年の学則によると、セビリア大学は神学、教会法（Cánones）と法律（Leyes）、医学、学芸の4学部を有し、学芸学部においてはマエストロの資格を、その他の学部では大学前期課程修了資格（Bachiller）、学士（Licenciado）と博士の各学位を授与していた。
18世紀のカルロス3世治下の改革の高まりは、以前の学部のほかに自然科学分野教育の重視という時代の要請で、数学専攻課程を設け、近代のセビリア大学の原型となったエストゥディオス・デ・オラビデ計画（1768年）として具体化した。
また、同王の統治下でのイエズス会の追放後、ララーニャ通りにある同会の建物が勅令によって大学に与えられた。
19世紀初頭の2つの方向での大学教育改革で、まず小規模大学の削減がおこなわれ、バエサ（ハエン県）とオスーナ（セビリア県）の大学が、セビリア大学に統合された。また、サラマンカ大学の教育プランが国内のすべての大学に導入されることとなった。
この国内大学の均質化に合わせて、新しい研究への適応、また新規の講座および学部の創設、そして医学校の創設と、その後の学部への昇格、科学学部の組織化、専門的な神学校と図書館の創設、哲文学部の改革、神学部の廃止などが行われた。

### 現代

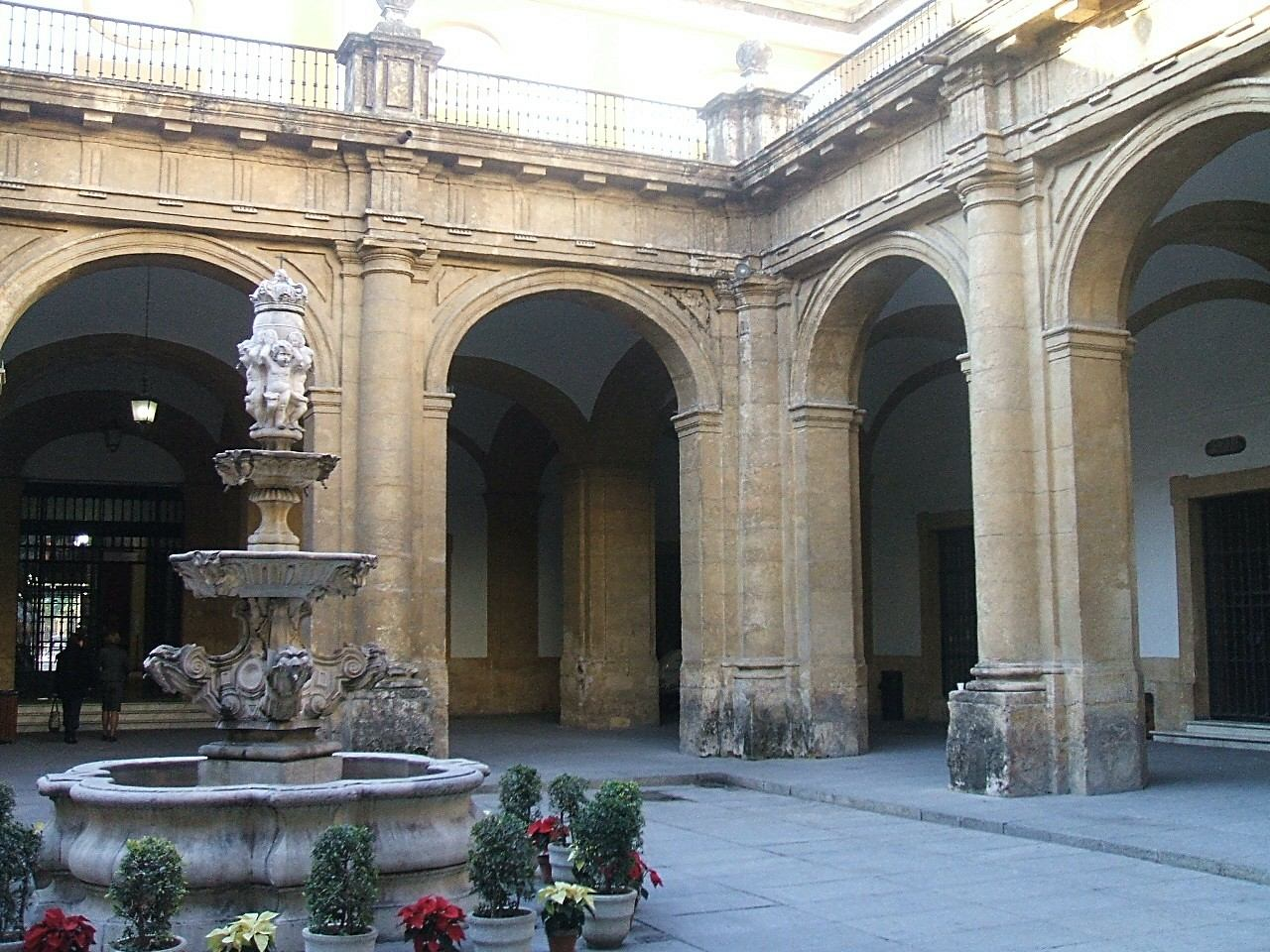
大学本部のパテイオ

20世紀半ば、大学はベルギー生まれの技師Sebastián Van der Borchtの設計でフェルナンド6世治世下に建設された旧タバコ工場（Real Fábrica de Tabacos）の建物に移転した。
1960年代には、建築高等技術学校と工業技師高等技術学校が作られた。1970年代には経済学と薬学分野の専攻が設けられ、科学学部は生物学、物理学、化学、数学の各学部に分割され、ラ・ラビダ修道院（ウエルバ県パロス・デ・ラ・フロンテーラ）に寄宿制付属学校（Colegio universitario）が設立された。
新しい研究の導入は大学の地理的分散化を伴ってすすめられた。バダホス県、カディス県、コルドバ県に新たな教育施設が設置され、それらは今日のそれぞれの大学へとつながっている。
1978年の憲法によって、大学の自治が認められ、伝統的なスペインの大学の集権的体制が見直されることとなった。そして同時に自治州の創設により、国以外の様々な公的権力による大学の設置が認められることとなった。
憲法に基づいて発布された1983年の大学改革法により、大学生活の刷新を可能にする枠組みが設けられた。これは一般的利益に結びついた公共サービスとしての大学を見据えたもので、具体的には様々な社会層の代表が大学運営に参加することを保証するものであった。
また、2001年の大学組織法は、大学制度の一貫性と関連性において国家の一般行政行為を推進する目的のために、また高等教育における各自治州の競争力を深めるために、そして各大学の自治の程度を拡大するために、大学と社会との間の関係を強固にし、また互恵的なものにするために不可欠な手段を構築するために、大学の規範的枠組みを見直した。
大学組織法によって与えられる権限の使用に関して、2003年アンダルシーア自治州議会は、アンダルシーア州に与えられた機能を発展させ、州内の大学システムの発展・調整を深めることを目的とする、アンダルシーア大学法を可決した。
大学の自治主義は高等教育の領域における各大学自身による改革への取り組みを目指したもので、まず、大学自身による固有の学則の作成が行われることとなり、セビリア大学は2003年に作成、同年11月25日アンダルシーア自治州政府の州法によって認可された。
また、ビセンテ・アランダ監督の映画『カルメン』（2003年）のロケが旧タバコ工場の本部棟で行われた。

## 施設
- 本部棟（旧タバコ工場）:

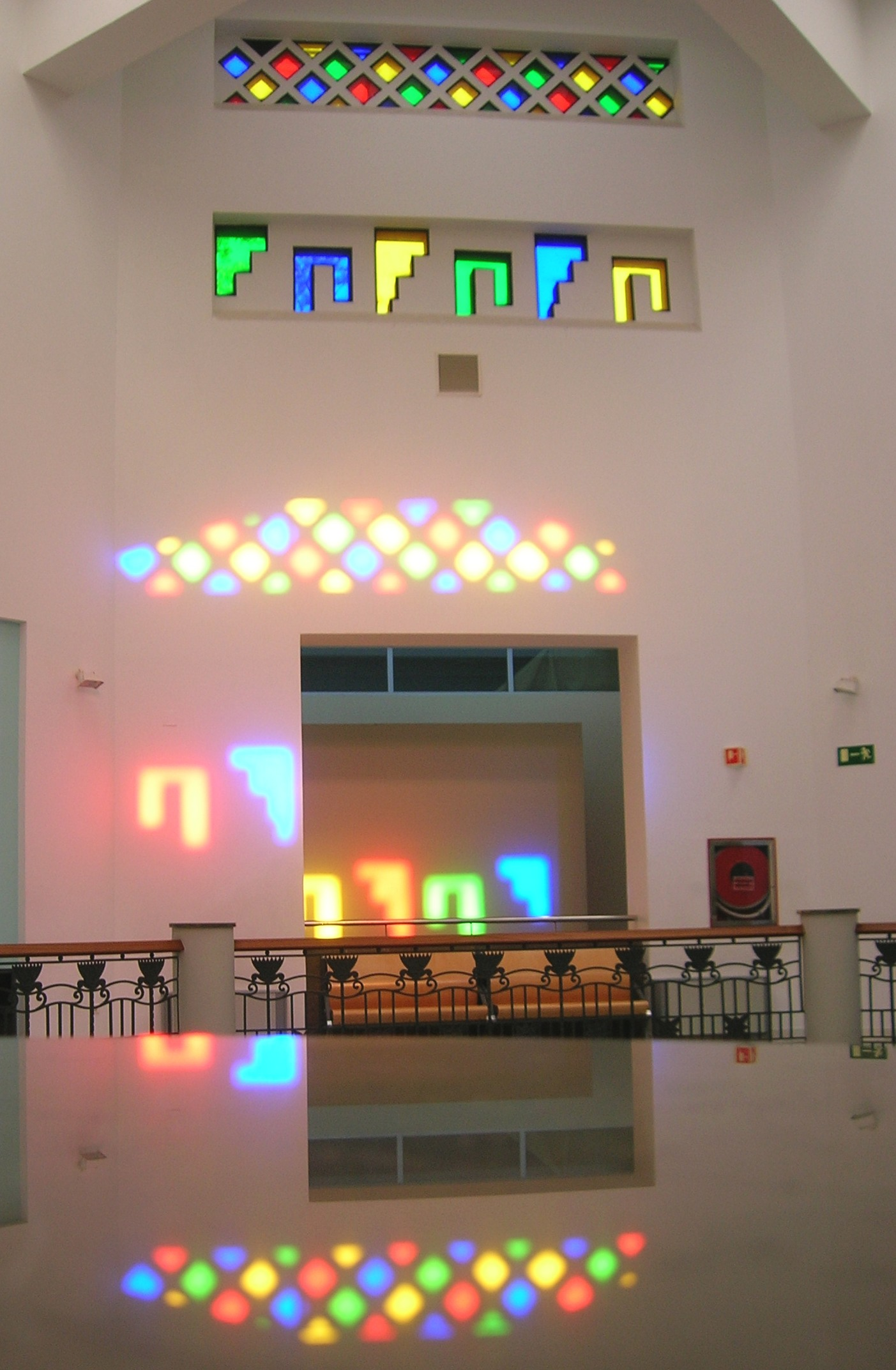
大学院担当副学長オフィス

  - 文献学部（Facultad de Filología）
  - 地理・歴史学部（Facultad de Geografía e Historia）
- 中央キャンパス（Campus Centro）:
  - 美術学部（Facultad de Bellas Artes）
- 国際センター（Centro Internacionales）
- レイナ・メルセデス・キャンパス（Campus Reina Mercedes）:
  - 生物学部（Facultad de Biología）
  - 薬学部（Facultad de Farmacia）
  - 物理学部（Facultad de Física）
  - 情報工学高等技術学校（Escuela Técnica Superior de Ingeniería Informática）
  - 数学部（Facultad de Matemáticas）
  - 化学部（Facultad de Química）
  - 建築高等技術学校（Escuela Técnica Superior de Arquitectura）
  - 建築工学高等技術学校（Escuela Técnica Superior de Ingeniería de Edificación）
- ラモン・イ・カハル・キャンパス（Campus Ramón y Cajal）:
  - 経済・経営学部（Facultad de Ciencias Económicas y Empresariales）
  - 観光・金融学部（Facultad de Turismo y Finanzas）
  - 哲学部（Facultad de Filosofía）
  - 心理学部（Facultad de Psicología）
  - 法学部（Facultad de Derecho）
  - 労働科学学部（Facultad de Ciencias del Trabajo）
  - 教育科学学部（Facultad de Ciencias de la Educación）
- マカレーナ・キャンパス（Campus Macarena）:
  - 医学部（Facultad de Medicina）
  - 健康科学学校（Escuela Universitaria de Ciencias de la Salud）
    - 看護学部（Facultad de Enfermería）
      - ビルヘン・デ・バルメ大学病院（Hospital Universitario Virgen de Valme）
      - ビルヘン・デル・ロシーオ大学病院（Hospital Universitario Virgen del Rocío）
      - ビルヘン・マカレーナ大学病院（Hospital Universitario Virgen Macarena）

    - 理学療法学部（Facultad de Fisioterapia）
    - 足病学学部（Facultad de Podología）

  - 歯学部（Facultad de Odontología）
- カルトゥーハ・キャンパス（Campus Cartuja）:
  - 工学高等技術学校（Escuela Técnica Superior de Ingeniería）
  - 農業技術工学学校（Escuela Universitaria de Ingeniería Técnica Agrícola）
  - コミュニケーション科学学部（Facultad de Ciencias de la Comunicación）
- ロス・レメディオス・キャンパス（Campus Los Remedios）:
  - 高等工科学校（Escuela Politécnica Superior）

付属学校
- "サン・フアン・デ・ディオス"看護センター（Centro de Enfermería "San Juan de Dios"）
- "ビルヘン・デル・ロシーオ"看護センター（Centro de Enfermería "Virgen del Rocío"）
- スペイン赤十字看護センター（Centro de Enfermería Cruz Roja Española）
- "スピノラ枢機卿"大学研究センター（Centro de Estudios Universitarios Cardenal Spínola）
- "フランシスコ・マルドナード"大学研究センター（Centro de Estudios Universitarios Francisco Maldonado）
- EUSA大学センター（Centro Universitario EUSA）

その他
- 生涯教育センター（Centro de Formación Permanente）
- 教育科学インスティトゥート（Instituto de Ciencias de la Educación）
- 言語インスティトゥート（Institutos de Idiomas）

## データ
2010-2011年のデータ：
- 教育施設[3]：25学部、学校と5付属学校
- 学科：126
- 研究・教育分野：56

- 学位
  - グラード：57
  - 第2課程のみ：12
  - マスター：73
  - 博士：143
  - ポスグラード：288

- 登録学生
  - 第1課程および第2課程（学部・学校）：37,872
  - 第1課程および第2課程（付属学校）：1,448

- - グラード（学部・学校）：19,130
  - グラード（付属学校）：1,039

- - マスター：3,016
  - ポスグラード他：5,727
  - 言語インスティトゥート：6,981
  - 大学エクステンションコース：383
  - アウラ・デ・エクスペリエンシア（50歳以上対象）：1,882

- 卒業生
  - 第1課程および第2課程（学部・学校）: 6,758
  - 第1課程および第2課程（付属学校）：739
  - グラード（学部・学校）：210
  - マスター：1,251
  - 第3課程：822

注：現在ボローニャ以前の第1課程および第2課程と以後のグラードが混在する状態となっている。

## 関連人物

### 教員
- 永川玲二 - 英文学者。

### 卒業生
- ホセ・セレスティーノ・ムティス - 植物学者・司祭。
- フアン・ドノソ・コルテス - 著述家・外交官。
- フアン・ラモン・ヒメネス - 詩人。ノーベル文学賞受賞。
- バルタサール・ガルソン - 判事。
- フェリーペ・ゴンサーレス - 政治家。スペイン首相。
- アルフォンソ・ゲーラ - 政治家。スペイン副首相。
- ルイス・セルヌダ - 詩人。
- ペドロ・サリーナス - 詩人・文学評論家。
- マリア・ヘスス・モンテロ - 政治家。
- ホン・フアリスティ - 言語学者・政治活動家。
- スサーナ・ディアス・パチェーコ - 政治家。
- カルメン・カルボ - 政治家。
- アルベルト・ロドリゲス・リブレロ - 映画監督。